# Ziferblat
Ziferblat (укр. Циферблат) — украинская музыкальная группа, в состав которой входят: вокалист Даниил Лещинский, гитарист Валентин Лещинский и барабанщик Фёдор Ходаков. Представители Украины на конкурсе «Евровидение-2025» с песней «Bird of Pray», занявшие девятое место.

## История
Группа Ziferblat была основана в 2015 году братьми-близнецами Даниилом и Валентином Лещинскими. За три года до этого братья после окончания девятого класса основали свою первую группу Runnin' Blue (название отсылает к одноименной песне The Doors). Свои первые шаги в музыкальной сфере братья делали не только через творческие проекты, но и благодаря участию в рекламной кампании пельменей. Первоначально музыканты записывали свои песни на английском языке, но после Евромайдана они добавили в свой репертуар произведения на украинском.
В Ziferblat первоначально третьим участником был Евгений Шевченко, которого позднее заменил барабанщик Фёдор Ходаков.
Их первый мини-альбом «Кіносеанс» вышел в декабре 2017 года. В 2019 году группа выпустила сингл «Вночі» и приняла участие в телешоу «X-Фактор», где исполнила вышеупомянутый сингл.
В 2022 году Ziferblat представили клип на песню «Земля». В октябре того же года было объявлено, что группа вошла в лонг-лист Vidbir 2023, украинского национального отбора на конкурс песни «Евровидение-2023», но не попала в шорт-лист. В ноябре они выпустили сингл «Для чого ти прийшла», второй из будущего альбома «Перетворення». В феврале 2023 года они выпустили третий и последний сингл с альбома, «Диско-Фанко Терапія». Сам альбом вышел 7 апреля 2023 года, а презентация состоялась на сольном концерте 22 апреля. Альбом состоит из 13 песен, большинство из которых были написаны в период с 2019 по 2020 год.
В сентябре 2023 года Ziferblat стал победителем премии «Muzvar Awards» в номинации «Лучшие новые имена в альтернативной музыке».

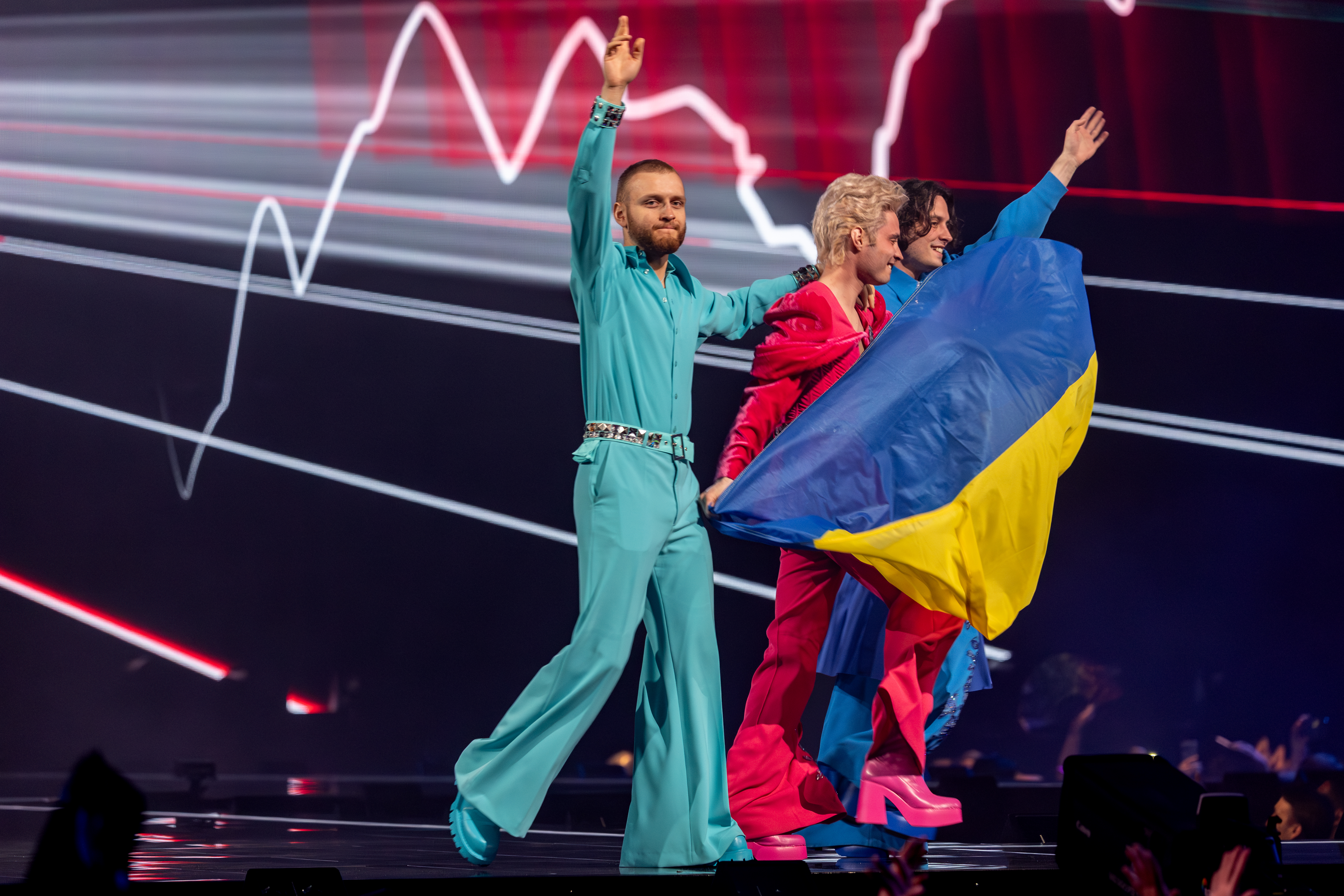
Ziferblat на песенном конкурсе «Евровидение-2025»

В 2024 году группа вышла в финал Vidbir 2024, украинского национального отбора на Евровидение-2024 с песней «Place I Call Home». Циферблат занял 2-е место в общем рейтинге, получив 11 баллов от жюри и 8 баллов от зрителей.
8 февраля 2025 года группа победила в национальном отборе на конкурс песни «Евровидение-2025» и получила право представлять Украину в Базеле, Швейцария, с песней «Bird of Pray». В финале конкурса 17 мая 2025 года группа смогла занять 9-е место, получив 60 балла от жюри и 158 баллов от зрителей.
В мае 2025 года вышел второй англоязычный альбом группы под названием Of Us. В него вошло девять композиций. Альбом сочетает в себе арт-рок, фьюжн, фанк и альтернативный рок.

## Дискография

### Студийные альбомы
| Год  | Альбом       |
| ---- | ------------ |
| 2023 | Перетворення |
| 2025 | Of Us        |

### Мини-альбомы
| Год  | Альбом    |
| ---- | --------- |
| 2017 | Кіносеанс |

### Синглы
| Год  | Песня                    |
| ---- | ------------------------ |
| 2019 | «Вночі»                  |
| 2022 | «Земля»                  |
| 2022 | «Для чого ти прийшла»    |
| 2023 | «Диско-Фанко Терапія»    |
| 2024 | «Place I call home»      |
| 2024 | «Літаки»                 |
| 2024 | «Друг „Дім Звукозапису“» |
| 2024 | «Дотепер і назавжди»     |
| 2025 | «Bird of Pray»           |